# 云石斑鸭
云石斑鸭（学名：Marmaronetta angustirostris）是鸭科单型属云石斑鸭属中的唯一一种。

## 形态特征
云石斑鸭体型较小，身体细长，头部较大，长约40厘米。身体大部分羽毛呈沙褐色，上下体羽有黄白色点斑。颜面部颜色较淡，嘴呈蓝灰色，虹膜深褐色。脚呈橄榄绿色至暗淡黄色。

## 分布
云石斑鸭广泛分布于欧洲南部、非洲北部、亚洲中部和西部等地区。